# Barão de Retiro
Barão do Retiro é um título nobiliárquico brasileiro criado por D. Pedro II do Brasil, por decreto de 11 de agosto de 1889, em favor de Geraldo Augusto de Resende. 